# Олоупена
Олоупена (англ. Oloʻupena Falls, або Oloupena Falls) — водоспад заввишки 900 метрів (2953 фути), розташований у північно-східній частині гавайського острова Молокаї.
Водоспад утворився на короткому, сезонному потоці і падає через край однієї з найвищих прибережних скель світу, розташованої між долинами Пелекуну і Вайлау. Олоупена досить тонкий і вирізняється численними переходами вниз з одного рівня на інший. Вода вниз не падає, а ковзає по практично прямовисній скелі, потрапляючи прямо в Тихий океан. 
Водоспад можна побачити тільки з океану або з повітря, оскільки він глибоко врізався в скелі і тому його довгий час не могли знайти.
Багато туристичних компаній на Гаваях пропонують мандрівки до водоспаду Олоупена. Польоти до нього на гвинтокрилі вимагають хороших погодних умов. Більшість світлин цього об'єкта отримано за допомогою зйомки з повітря.